# 은남디 아지키웨
은남디 벤저민 아지키웨(영어: Nnamdi Benjamin Azikiwe, 1904년 11월 16일~1996년 5월 11일)는 1963년부터 1966년까지 나이지리아의 초대 대통령을 지낸 나이지리아의 정치인이다. 독립의 원동력으로 여겨지는 그는 "나이지리아 민족주의의 아버지"로 알려지게 되었다.
현재의 나이저주의 중게루에서 동부 나이지리아 아남브라주의 이보족 부모에게서 태어난 그는 어린 소년 시절에 하우사어를 배웠다(북부의 주요 토착어). 아지키웨는 나중에 이모와 할머니와 함께 오니차(부모의 조국)에서 살도록 보내졌고, 그곳에서 그는 이보어를 배웠다. 라고스에 머물면서 그는 요루바어를 접하게 되었고, 대학에 다닐 때 그는 다른 나이지리아 문화를 접하게 되었고, 3개의 언어를 구사하게 되었다.
아지키웨는 벤 아지키웨(영어: Ben Azikiwe)라는 이름으로 미국으로 건너가 스토어 칼리지, 컬럼비아 대학교, 펜실베이니아 대학교, 하워드 대학교를 다녔다. 그는 로스앤젤레스 올림픽에 나이지리아를 대표할 것을 요청하기 위해 식민지 당국과 접촉했다. 그는 1934년 아프리카로 돌아와 골드코스트에서 언론인으로 일하기 시작했다. 영국령 서아프리카에서 그는 언론인과 정치 지도자로서 나이지리아와 아프리카 민족주의를 주창했다.

## 정치 경력
아지키웨는 나이지리아 최초의 민족주의 단체인 나이지리아 청년 운동(NYM)에서 활동하게 되었다. 1941년 그는 새뮤얼 아키사냐를 NYM의 입법회 공석 후보자로 지지했지만, NYM 집행위원회는 어니스트 이콜리를 선출했다.
아지키웨는 다수의 요루바 지도부가 이제부-요루바 조직원과 이보족을 차별한다고 비난하며 NYM에서 사임했다. 일부 이제부 당원들이 그를 따라다니며 민족적 노선을 따라 운동을 분열시켰다. 그는 1944년 허버트 매컬리와 함께 나이지리아와 카메룬 국가 평의회(NCNC)를 공동 설립하면서 정계에 입문했다. 아지키웨는 1946년에 평의회 사무총장이 되었다.

## 대통령직 및 만년
아지키웨는 1960년 11월 16일, 총독이 되었고, 아부바카르 타파와 발레와가 총리를 맡았고, 영국 추밀원에 임명된 첫 나이지리아인이 되었다. 1963년 나이지리아가 공화국이 되었을 때, 그는 나이지리아 최초의 대통령이었다. 두 직책 모두에서 아지키웨의 역할은 대부분 의례적이었다.
그와 그의 민간 동료들은 1966년 나이지리아 쿠데타로 공직에서 해임되었고, 그는 쿠데타 이후 암살을 피한 가장 저명한 정치인이었다. 아지키웨는 비아프라의 대변인으로 1967년부터 1970년까지 비아프라 전쟁 기간 동안 비아프라의 지도자 추쿠에메카 오두메구 오주쿠에게 조언했다. 그는 전쟁 기간 동안 나이지리아로 그의 충성을 돌려주었고, 팜플렛과 인터뷰를 통해 오죽우에게 전쟁을 끝낼 것을 호소했다. 《뉴욕 타임스》는 그의 정치에 대해 "아지키웨 박사는 평생 동안 북부인들과의 동맹으로 인해 미국의 또 다른 중요한 남부 단체인 요루바의 사회주의 성향의 지도자 오바페미 아울로오와 갈등을 빚었다"고 전했다.
전쟁이 끝난 후 1972년부터 1976년까지 라고스 대학교의 총장을 지냈다. 1978년 나이지리아 인민당에 입당하여 1979년과 1983년 대통령 선거에 출마하였으나 낙선하였다. 1983년 나이지리아 쿠데타 이후 그는 무의식적으로 정계를 떠났다.

### 사망
아지키웨는 1996년 5월 11일, 에누구에 있는 나이지리아 대학 병원에서 오랜 병 끝에 91세의 나이로 사망했으며, 그의 고향인 오니차에 묻혔다.